# Куйгорож
Куйгорож (мокш. Куйгорож) — фантастична істота в мокшанській міфології, що приносить у дім скарби.
За повір'ями, якщо півень проживе шість років, то на сьомому році він зносить яйце. Якщо покласти це яйце під пахву, можна виносити куйгорожа. Невідомо, людський або тваринний вигляд має куйгорож, чи може він говорити. Куйгорож постійно просить роботу в господаря і все, що доручають йому, виконує. Приносить у дім скарби, гроші. Потрібно постійно займати його справою, оскільки без неї він не може залишатися жодної хвилини й не дає господареві спокою, поки той не дасть роботи. Отримавши бажане, господарі хочуть позбутися куйгорожа і наказують йому зробити чорні онучі білими. Цього він не може виконати й від сорому покидає свого господаря, шукає іншого. При цьому з собою він забирає все майно і гроші, які приносив.
Про дуже старанну людину говорили, що він працює як куйгорож (чув. куйкӑрӑш пек ӗҫлет).
Цей персонаж у мокшан носить ім'я «Куйгорож» (від куй — «змія», і корож — «сова»). Може перетворюватися в «летючий вогонь». Подібними рисами володіє персонаж угорської міфології — лідерц (угор. Lidérc), одна з форм якого — чарівне курча, що вилупилося з яйця, яке тримала під пахвою людина протягом 24 днів (інші — нічний кошмар, блукаючий вогник на болотах, земляний диявол або інкуба/суккуб). У казанських татар теж є подібна фантастична істота (бісюра), що приносить у дім скарби. Так само він схожий зі слов'янським Рарогом, який обертається на вогонь і є зберігачем вогнища. Він має людський вигляд і за дорученням свого господаря виконує різноманітні роботи. Однак не в змозі плести мотузку з піску, а також принести в ситі води. Саме це господарі доручають Рарогу, щоб його позбутися, бо останнього теж постійно треба позичати.

## Куйгорож в анімації
На студії «Пілот» за малюнками художника-етнофутуриста Юрія Диріна з Мордовії в 2007 році було створено анімаційний фільм «Що робити? або Куйгорож». Режисер і сценарист — Сергій Меринов. У фільмі звучить старовинна мокшанська пісня, виконана фольклорною групою «Торама». Фільм здобув премію студії «Мосфільм» за кращий анімаційний фільм 2007 року і взяв участь у Берлінському фестивалі анімаційних фільмів.